# كنيسة القديسة مريم (ديار بكر)
كنيسة القديسة مريم (بالسريانيَّة: ܐ ܕܝܠܕܬ ܐܠܗܐ؛ بالتركيَّة: Meryemana kilisesi) هي سريانيَّة أرثوذكسيَّة تقع في مدينة ديار بكر في تركيا. وهي تحت اختصاص أبرشية ماردين السريانيَّة، برئاسة المطران مار صليبا أوزمين. وقد شيدت الكنيسة على أنقاض معبد وثني يعود إلى القرن الثامن قبل الميلاد، في حين أن البناء الحالي يعود إلى الثالث القرن للميلاد. تمت استعادة الكنيسة عدة مرات، ولا تزال تستخدم حتى الآن كمكان للعبادة.

## التاريخ
كانت مدينة ديار بكر مقرًا لبعض بطاركة كنيسة المشرق الآشورية، وبالتالي كانت واحدة من أبرز معاقل الآشوريين والسريان، حيث أنجبت المدينة العديد من اللاهوتيين والبطاركة. هناك العديد من الاثار التاريخية المهمة المحفوظة في الكنيسة، مثل عظام توما. ولدى الكنيسة أيضًا مجموعة كبيرة وهامة جدًا من المخطوطات.